# Georg Wilhelm von Walterskirchen
Georg Wilhelm von Walterskirchen (26. září 1796 Wolfsthal – 25. května 1865 Prešpurk) byl rakouský šlechtic a politik německé národnosti, v 2. polovině 19. století poslanec Říšské rady.

## Biografie
Pocházel ze staré rakouské šlechtické rodiny, která od roku 1643 užívala titul svobodných pánů a vlastnila statky v Dolním Rakousku. Studoval právní akademii v Prešpurku. Po smrti otce byl ve věku osmnácti let prohlášen za zletilého a převzal správu rodového panství. Od roku 1848 zasedal na stavovském Dolnorakouském zemském sněmu za panský stav. Byl zároveň uherským šlechticem. Působil jako prezident hornouherské komise pro reformu daní. V roce 1860 zakládal s dalšími konzervativními šlechtici list Das Vaterland. Psal pojednání o samosprávě, obecních a daňových otázkách.
Zasedal jako poslanec Dolnorakouského zemského sněmu, kam nastoupil roku 1861 a členem sněmu zůstal do své smrti roku 1865. Zastupoval kurii velkostatkářskou. Politicky patřil do Strany konzervativního velkostatku. Jako majitel fideikomisu byl v roce 1861 zároveň jmenován členem rakouské Panské sněmovny.
Byl také poslancem Říšské rady (celostátního parlamentu Předlitavska), kam ho zemský sněm vyslal v roce 1861 (Říšská rada byla tehdy ještě volena nepřímo, coby sbor delegátů zemských sněmů). V roce 1861 se uvádí jako baron Georg Wilhelm von Walterskirchen, statkář a c. k. tajný rada, bytem Wolfsthal.
Byl mu udělen Císařský rakouský řád Leopoldův a Řád Františka Josefa.
Zemřel po dlouhé nemoci v květnu 1865. S manželkou Idou, rozenou hraběnkou Friesovou (1811–1868) měl dvanáct dětí. Z nich třetí syn Otto (1833–1912) působil jako rakousko-uherský vyslanec v několika zemích a v roce 1907 byl povýšen na hraběte.